# XIV Cumbre de la Alianza del Pacífico
La XIV Cumbre de la Alianza del Pacífico se realizó desde el 1 al 6 de julio de 2019 en Lima, Perú.
En el evento participaron los presidentes de Chile, Sebastián Piñera; de Colombia, Iván Duque, de Perú, Martín Vizcarra y el Secretario de Relaciones Exteriores de México Marcelo Ebrard. El presidente de Ecuador, Lenín Moreno, participó en calidad de observador.
El 4 y 5 de julio se realizó la Cumbre Empresarial. El 3 de julio se reunió el Grupo de Alto de Nivel de la Alianza del Pacífico conformado por los viceministros de Relaciones Exteriores y de Comercio Exterior. El 6 de julio se realizó la Cumbre Presidencial. En ella se realizó además el traspaso de la presidencia pro tempore de Perú a Chile, que será sede del 2020.

## Presidentes

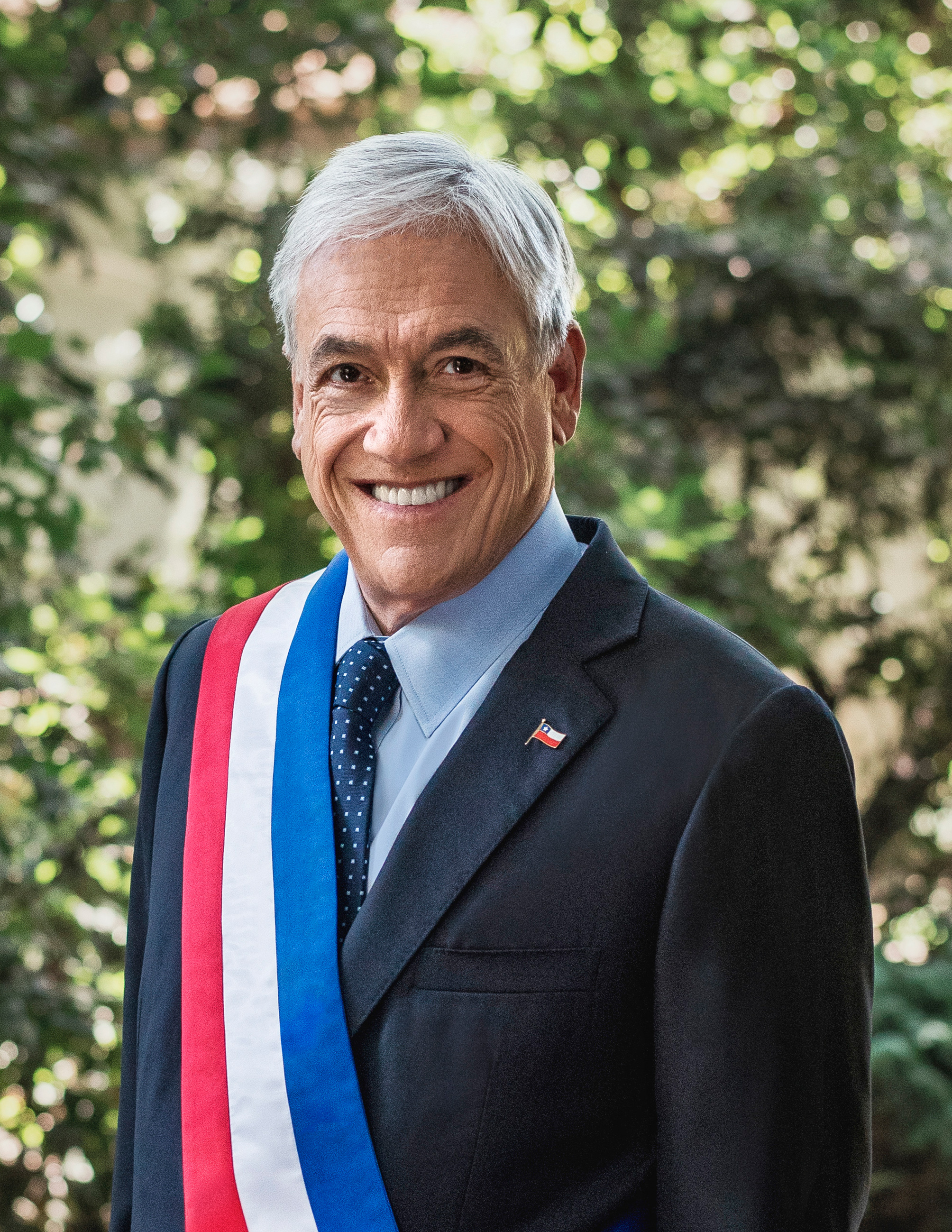
Presidente de Chile Sebastián Piñera
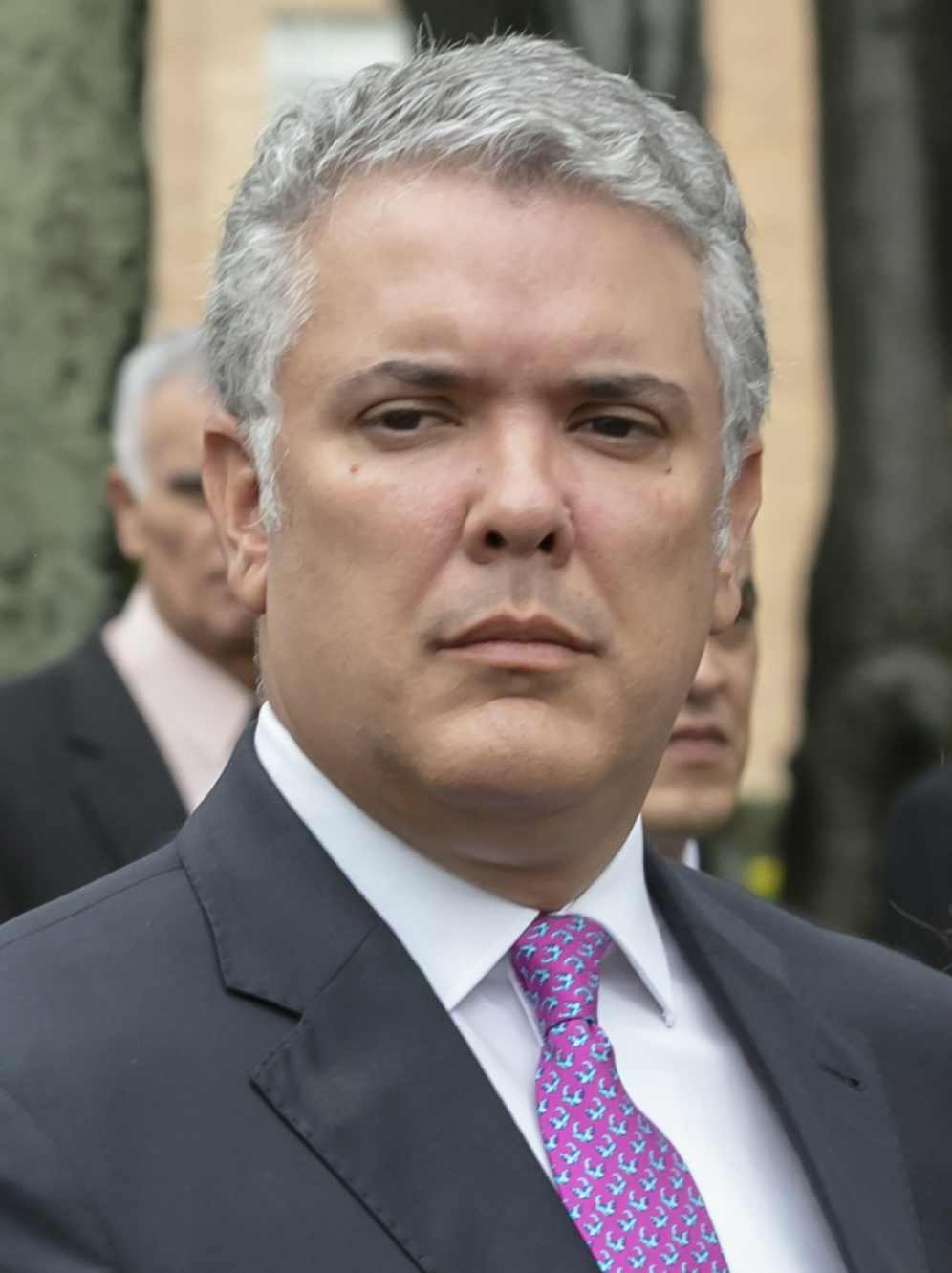
Presidente de Colombia Iván Duque Márquez
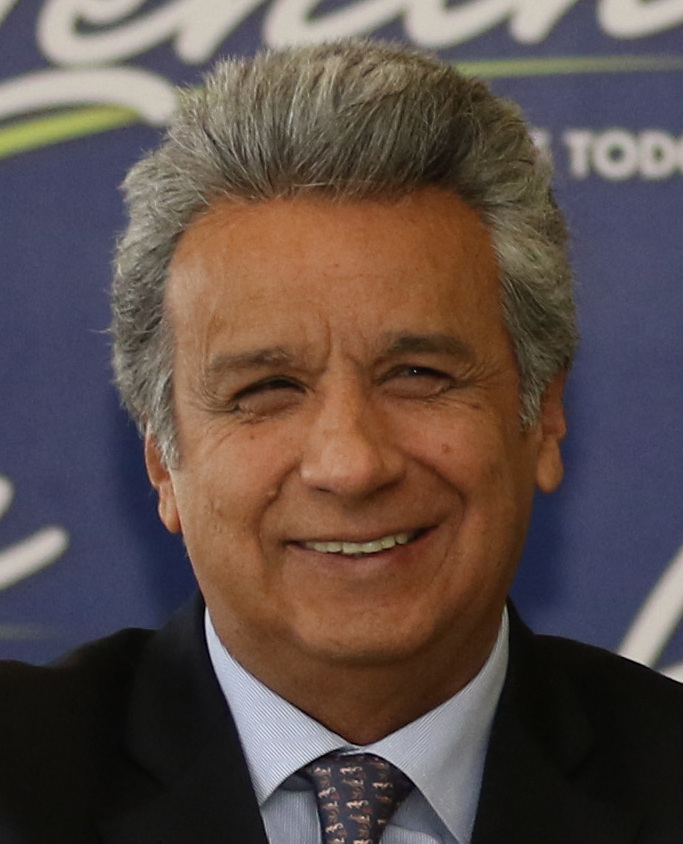
Presidente de Ecuador Lenín Moreno
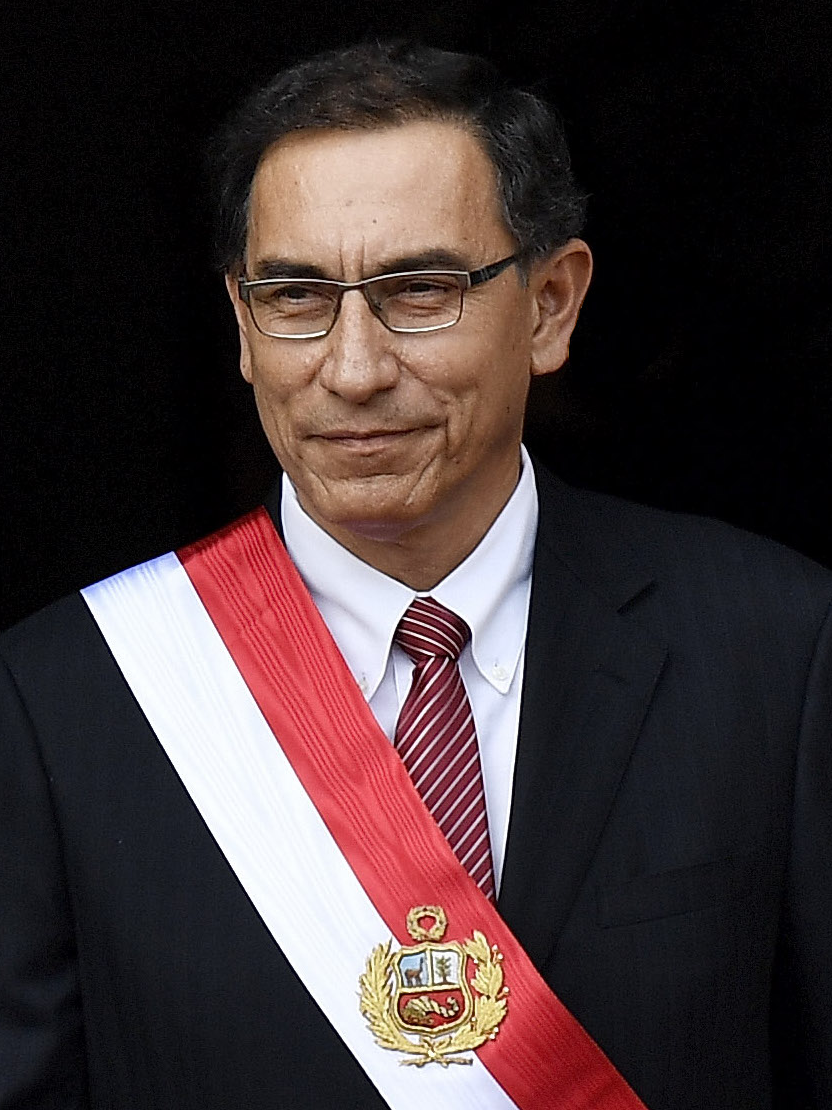
Presidente del Perú Martín Vizcarra